# 懷特菲爾德 (新罕布什爾州)
懷特菲爾德（英語：Whitefield）是一個位於美國新罕布什爾州庫斯縣的鎮。

## 人口
根據2020年美國人口普查的數據，懷特菲爾德的面積為89.97平方千米，當中陸地面積為88.74平方千米，而水域面積為1.23平方千米。當地共有人口2490人，而人口密度為每平方千米28人。